# Західне Касаї
Західне Касаї (фр. Kasaï-Occidental) — колишня провінція Демократичної Республіки Конго, розташована на південному заході країни.
Після прийняття Конституції 2005 провінція була розділена на дві нові провінції: Касаї і Лулуа.
Населення провінції — 3 337 000 чоловік (1998) . Адміністративний центр — місто Кананга.

## Основні міста
- Кананга
- Чикапа
- Ілебо